# Milena Žic Fuchs
Milena Žic Fuchs (Zagreb, 1954.), hrvatska anglistica i akademkinja, bivša ministrica znanosti i tehnologije.

## Životopis
Školovala se u Londonu, New Yorku i Sydneyu. Na Filozofskom fakultetu Sveučilišta u Zagrebu stekla 1977. diplomu profesora engleskog jezika i etnologije. Magistrirala 1982., a 1989. obranila doktorsku disertaciju pod naslovom Semantička analiza glagola kretanja u engleskom i hrvatskom književnom jeziku.
Od 1978. radi na Filozofskom fakultetu Sveučilišta u Zagrebu kao asistent, docent, izvanredni profesor te redoviti profesor.
Na Filozofskom fakultetu Sveučilišta u Zagrebu bila je predstojnica Katedre za engleski jezik od 2002.
do 2011. godine. Predaje kolegije Semantika, Kognitivna lingvistika te seminare iz semantike, analize diskursa, sintakse i sociolingvistike. Godine 2001. do 2004. na studiju Antropologije predavala Kognitivnu lingvistiku, a na Fakultetu elektrotehnike i računarstva od 2001. do 2004. kolegij Kognitivna znanost.
Na Doktorskom studiju lingvistike u Zagrebu predaje kolegije Semantika, Kognitivna lingvistika i Američka lingvistika. Na Poslijediplomskom studiju prevođenja predavala kolegij Semantika i kognitivna lingvistika, a na Doktorskom studiju glotodidaktike predaje kolegij Kognitivna lingvistika. Na Doktorskom studiju lingvistike u Osijeku predaje kolegije Semantika i Strukturalizam i kognivivna lingvistika.
Na Doktorskim studijima lingvistike i kognitivne znanosti na sveučilištu SUNY Buffallo, SAD, u akademskoj godini 1995./1996. kao gost profesor na Fulbrightovoj stipendiji predavala je European Structuralism vs. Cognitive Linguistics.
Objavila je knjige Znanje o jeziku i znanje o svijetu 1991., Rječnik kratica (zajedno sa Stjepanom Babićem) 2007. te Kognitivna lingvistika i jezične strukture: engleski present prefect 2009., za koju je primila Državnu nagradu za znanost za 2011. godinu. Objavila je radove iz semantike, kognitivne lingvistike, sociolingvistike, sintakse, analize diskursa, s posebnim osvrtom na utjecaj komunikacijskih tehnologija na hrvatski jezik.
Od 1999. do 2000. obnašala je dužnost ministrice znanosti i tehnologije. Od 2010. godine redovita je članica Hrvatske akademije znanosti i umjetnosti.
Od 2005. godine uključuje se u rad Europske znanstvene zaklade (ESF). Od 2006. postaje članicom Jezgrene skupine, a od 2009. do 2012. predsjedavajućom Stalnog odbora za humanističke znanosti Europske znanstvene zaklade.
Od 2013. do 2015. godine predsjedava Scientific Review Group for the Humanities, ESF. Članicom je mnogobrojnih znanstvenih savjetodavnih odbora te je u više navrata sudjelovala kao ekspert u tijelima Europske komisije.
Od 2008. godine Milena Žic Fuchs bila je članicom ERC-jevog Advanced Grant Panel SH4 “ The Human Mind and Its Complexity”, a u razdoblju od 2014. do 2015. godine predsjedaval je tim panelom.
Godine 2013. izabrana je u članstvo Academia Europaea, gdje aktivno sudjeluje u radu HERCULES Group (Higher Education Research and Culture in European Society).
Godine 2016. bila je članicom High Level Group for the Interim Evaluation of H2020 on European Research Infrastructures, including e-Infrastructures Europske komisije.
Godine 2016. Milena Žic Fuchs imenovana je članicom High Level Group on Maximising Impact of EU Research and Innovation Programmes Europske komisije, kojom predsjedava Professor Emeritus Pascal Lamy.
Godine 2018. imenovana je u JRC (Joint Research Centre) High-Level Peer Group Europske komisije, tijelo Europske komisije čija je zadaća pružanje neovisnih znanstvenih mišljenja s ciljem potpore europskoj znanstvenoj politici.
Godine 2019. izabrana je u vrhovno tijelo ERC-a (Europsko istraživačko vijeće) za člana Znanstvenog vijeća te od 1. siječnja 2020. preuzima i tu dužnost.

## Nagrade i priznanja
- 2011. Državna nagrada za znanost Republike Hrvatske u području humanističkih znanosti

## Knjige
- Kognitivna lingvistika i jezične strukture : engleski present perfect, Zagreb: Nakladni zavod Globus, 2009. (monografija)[5]
- Rječnik kratica zajedno sa Stjepanom Babićem, Vlatkom Brozom, Sanjom Fulgosi, Zagreb: Nakladni zavod Globus, 2007. (rječnik)[6]
- Znanje o jeziku i znanje o svijetu, Zagreb: Filozofski fakultet, Odsjek za opću lingvistiku i orijentalne studije, 1991. (monografija)[7]

### Uredničke knjige
- Cognitive Linguistics between Universality and Variation (zajedno s Brdar, M. i Raffaelli, I.), Cambridge Scholars Publishing, 2012.
- Cognitive Linguistics: Convergence and Expansion (zajedno s Brdar, M. i Gries, S. T.), John Benjamins, 2011.

## Članstva i dužnosti
- 2020. – članica Znanstvenog vijeća Europskog istraživačkog vijeća
- 2020. – članica Upravnog Vijeća EASSH-a (European Alliance for the Social Science and Humanities)
- 2019. – članica Savjetodavnog odbora za NET4SOCIETY5
- 2018.    članica Znanstvenog savjetodavnog odbora konferencije pod predsjedavanjem Republike Austrije Austrian EU Council Presidency Conference on 'Impact of Social Sciences and Humanities for a European Research Agenda'
- 2018.    članica Znanstvenog savjetodavnog odbora konferencije Flagship Conference Enhancing Long Term Sustainability and Opening Up RIs to Society and Industry, konferencija je održana u Sofiji, Bugarska
- 2018. – imenovana je u JRC (Joint Research Centre) High-Level Peer Group Europske komisije
- 2018. – članica Međunarodnog savjetodavnog odbora Sveučilišta u Helsinkiju
- 2017. – predsjednica Organizacijskog odbora konferencije Academiae Europaeae pod naslovom “Crossing over to the Future: Interdisciplinarity in Research and Higher Education”, održane u Stockholmu, svibanj 2017
- 2016. – članica High Level Group on Maximising Impact of EU Research and Innovation Programmes Europske komisije
- 2016. – članica High Level Group for the Interim Evaluation of H2020 on European Research Infrastructures, including e-Infrastructures Europske komisije
- 2016. – članica Znanstvenog savjetodavnog odbora za Research Infrastructure project InRoad
- 2016. – članica Upravnog vijeća ESOF 2018. (Euroscience Open Forum) – Toulouse
- 2015. – članica Znanstvenog savjetodavnog odbora Europeane
- 2015. – članica Stručnog vijeća Konfucijeva instituta Sveučilišta u Zagrebu
- 2014. – članica Znanstvenog savjetodavnog odbora ERIH PLUS (NSD, Bergen)
- 2014. – članica Savjeta Sveučilišta u Zagrebu (potpredsjednica)
- 2014. – 2016. članica Upravnog vijeća ESOF 2016. (Euroscience Open Forum) – Manchester
- 2014. – članica Znanstvenog savjetodavnog tijela Fakulteta humanističkih i društvenih znanosti Sveučilišta u Helsinkiju
- 2014. – 2015. predsjedavajuća ERC Advanced Grant Panela SH4 „The Human Mind and Its Complexity“
- 2014. – članica Radne skupine HERCULES (Higher Education Research and Culture in European Society, Academia Europaea)
- 2013. – izabrana u članstvo Academia Europaea
- 2013. – članica Radne skupine ALLEA-e za društvene i humanističke znanosti i članica Znanstvenog savjetodavnog odbora ALLEA-e za SASSH (Survey and Analysis of Basic Research in SSH conducted at the European Academies of Sciences and Humanities)
- 2013. – predsjedavajuća Scientific Review Group for the Humanities, ESF
- 2013. – članica Savjetodavnog odbora NET4SOCIETY (Transational Cooperation among National Contact Points for Socioeconomic Sciences and Humanities)
- 2012. – članica Conseil Scientifique de Réseau Francais des Instituts d'Études Avancées (RFIEA)
- 2009. – 2013. predsjedavajuća Odbora za humanističke znanosti Europske znanstvene zaklade (ESF)
- 2012. – članica Ekspertne skupine Europske komisije za ESFRI (European Strategy Forum on Research Infrastructures)
- 2012. – članica Savjetodavnog odbora za znanost CLARIN - ERIC-a (Common Language Resources and Technology Infrastructure – European Research Infrastructure Consortium)
- 2012. – predsjednica Međunarodnog odbora Hrvatske akademije znanosti i umjetnosti
- 2012. – članica Organizacijskog odbora konferencije Syntax of the World's Languages V
- 2012. – predsjednica Programskog i organizacijskog odbora ESF Junior Summit Water: Unite and Divide. Interdisciplinary Approaches for A Sustainable Future
- 2012. – Državna nagrada za znanost za 2011. godinu
- 2011. – članica Odbora za dodjelu Spinozine nagrade
- 2011. – organizirala i predsjedavala (zajedno s Ruedigerom Kleinom) sekciju Innovate the concept – the humanities and social innovation u sklopu konferencije Challenge Social Innovation
- 2010. – članica Upravnog vijeća MERIL-a (Mapping European Research Infrastructure Landscapes)
- 2009. – predsjedavajuća Odbora za humanističke znanosti Europske znanstvene zaklade (ESF)
- 2009. – predsjednica Područnog vijeća za humanističke znanosti
- 2009. – predsjednica Odbora za dodjelu Latsisove nagrade – The Human Mind, The Human Brain
- 2008. – članica prosudbenog panela ERC-a (European Research Council) «The Human Mind and Its Complexity» za Advanced Grants
- 2005. – 2008. članica Stalnog odbora za humanističke znanosti ESF-a
- 2004. – 2009. članica Područnog vijeća za humanističke znanosti
- 2003. – 2011. članica Povjerenstva za dodjelu državnih nagrada iz područja humanističkih znanosti
- 2003. – 2009. članica Povjerenstva Ministarstva znanosti obrazovanja i športa za izdavačku djelatnost
- 2002. – 2011. predstojnica Katedre za engleski jezik
- 2000. – 2008. predsjednica organizacijskih odbora četiriju međunarodnih kognitivnolingvističkih konferencija održanih u Dubrovniku
- 1999. – 2000. Ministrica znanosti i tehnologije
- 1998. – 2002. članica Nacionalnog vijeća za znanost
- 1996. – 1998. pročelnica Odsjeka za anglistiku
- 1994. – 1999. članica Vijeća za jezikoslovlje i hrvatski jezik pri MZT
- 1994. – 1995. predsjednica Vijeća za izdavačku djelatnost pri Ministarstvu znanosti i tehnologije
- 1991. – 1998. glavna urednica časopisa Suvremena lingvistika
- 1984. – 1985. Fulbrightova stipendistica na Odsjeku za lingvistiku na sveučilištu UCLA

## Projekti
- Od 1991. do 1996. voditeljica je projekta br. 6-03-217 Načela organizacije leksika pri Zavodu za lingvistiku Filozofskoga fakulteta, Ministarstvo znanosti i tehnologije Republike Hrvatske.
- Od 1996. do 2001. voditeljica je znanstvenog projekta br. 130719 Semantička polja i sintaksa, Ministarstvo znanosti i tehnologije.
- Od 2005. do 2007. voditeljica je projekta br. 0130547 Kognitivno lingvistička istraživanja hrvatskoga i engleskoga jezika, Ministarstvo znanosti i tehnologije.
- Od 2007. do 2013. voditelj projekta br. 130-1301049-1047 Teorijska kognitivno-lingvistička istraživanja hrvatskoga i drugih jezika, Ministarstvo znanosti i tehnologije.

## Časopisi
- Članica savjetodavnog odbora časopisa Lingue e linguaggio od 2019. godine.
- Članica uređivačkog odbora časopisa Lingue e linguaggio od 2012. do 2019. godine.
- Članica uređivačkog odbora Jezikoslovlja od 2005. do 2018. godine.
- Glavna urednica časopisa Suvremena lingvistika od 1991. do 1998.
- Od 1978. do 1988. članica uredništva i tajnica časopisa Studia Romanica et Anglica Zagrebiensia.